# Ryan Hreljac
Ryan Hreljac (Ottawa, Kanada, 31. svibnja 1991.) - kanadski aktivist hrvatskog porijekla, koji je sakupio milijune dolara za poboljšanje života u državama u razvoju.
Kada je imao 6 godina, u školi je čuo, da ljudi u Africi pješače svaki velik broj kilometara, da bi došli do vode te da velik broj djece umire, zbog nečiste vode. To je šokiralo Ryana pa je odlučio sakupiti novce za gradnju bunara u jednom selu u Africi. Bavio se humanitarnim radom i tako sakupljao novce. To se pročulo u medijima i potaknulo mnoge, da se pridruže. Prvi bunar je napravljen u selu u Ugandi, 1999. godine, kada je Ryan imao sedam godina. Osnovana je zaklada "Ryan's Well Foundation" preko koje je izgrađen 461 bunar u 16 država, kojima se opskrbljava vodom više od pola milijuna ljudi. Ryan je strastveni govornik za pomoć državama u razvoju. Posjetio je veliki broj država u kojima je govorio o potrebi opskrbe ljudi s pitkom vodom. UNICEF ga je proglasio globalnim liderom mladih. Dobio je brojne nagrade, gostovao je u Oprah Showu, na CNN-u i CBC-u. O njemu su pisali mnogi svjetski časopisi.

## Vanjske poveznice
- Večernji list o Ryanu Hreljcu  Arhivirana inačica izvorne stranice od 5. travnja 2008. (Wayback Machine)